# Postamt (Lębork)
Die ehemalige Kaiserliche Post in Lębork (ehemals Lauenburg i. Pommern) ist ein historisches Klinker-Gebäude im neugotischen Stil in der Innenstadt, ul. Armii Krajowej 11 (ehemals Parade-Straße 19). 

## Allgemeines

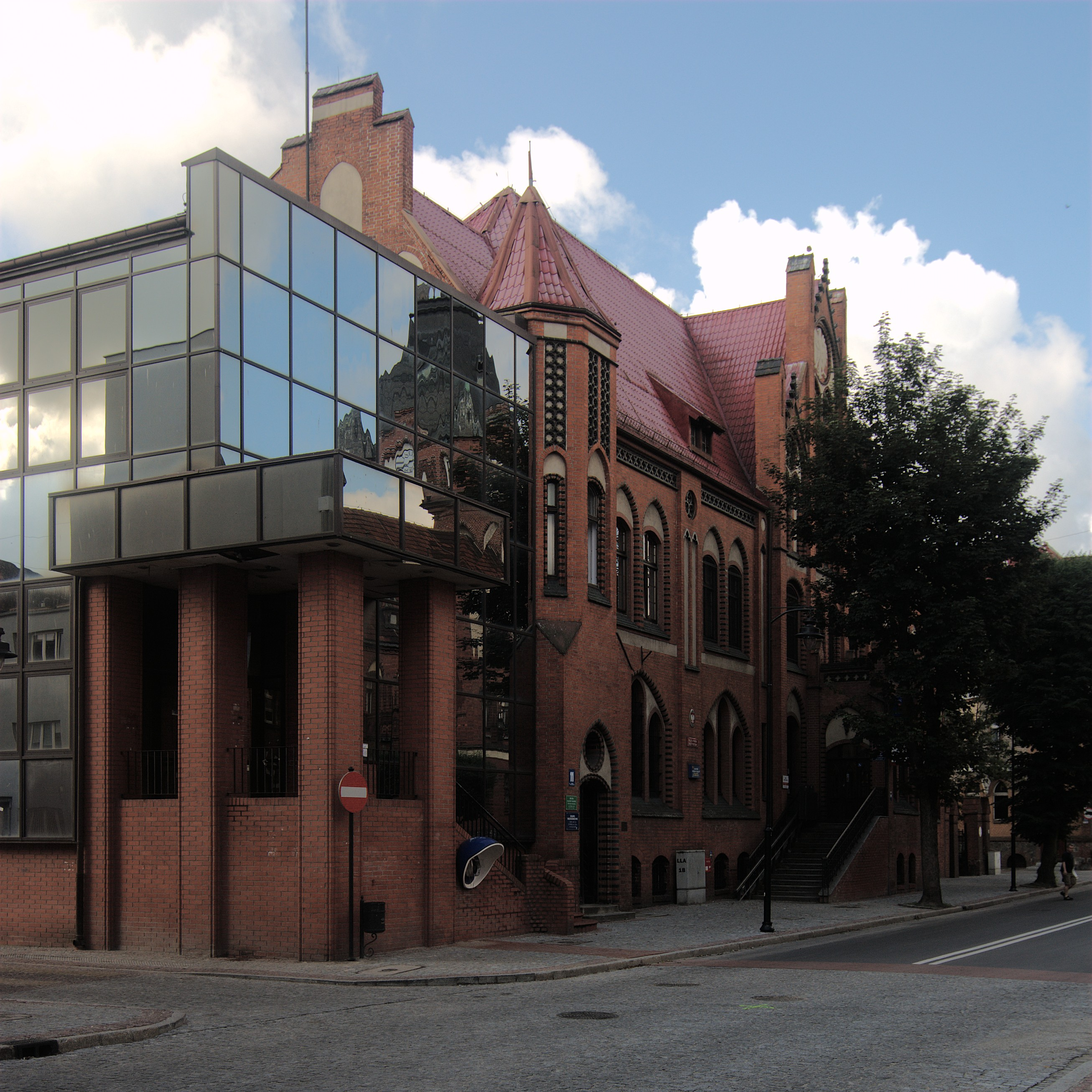
Postamt Lębork, 2012

1894 erhielt die Stadt Lauenburg das Amtsgericht und das Postamt. 1905 wurde der neogotische Neubau gegenüber dem 1900 errichteten Rathaus an der Zufahrtsstraße zum Markt mit Klinkern, ein paar Jahre später nach dem vergleichbaren Rathaus errichtet, ähnlich den Postbauten von Stolp i. Pommern, Kolberg und Stettin.
Über die Jahre wurde das Postamt umfangreich renoviert und ist bis heute weiterhin im Dienst der Polnischen Post.